# Онор-2
Онор-2 — село в Смирныховском городском округе Сахалинской области России.

## География
Село находится на расстоянии 50 км к северу от посёлка городского типа Смирных, административного центра округа.

## Население
| 2002 | 2010 | 2013 | 2021 |
| ---- | ---- | ---- | ---- |
| 97   | ↘88  | →88  | ↘37  |

### Половой состав
Согласно результатам переписи 2002 года, в селе проживало 97 человек (47 мужчин и 50 женщин).

### Национальный состав
Согласно результатам переписи 2002 года, в национальной структуре населения русские составляли 87 % из 97 чел.

## Транспорт
В селе расположена станция Онор Сахалинского региона Дальневосточной железной дороги.